# 토마스 마이어

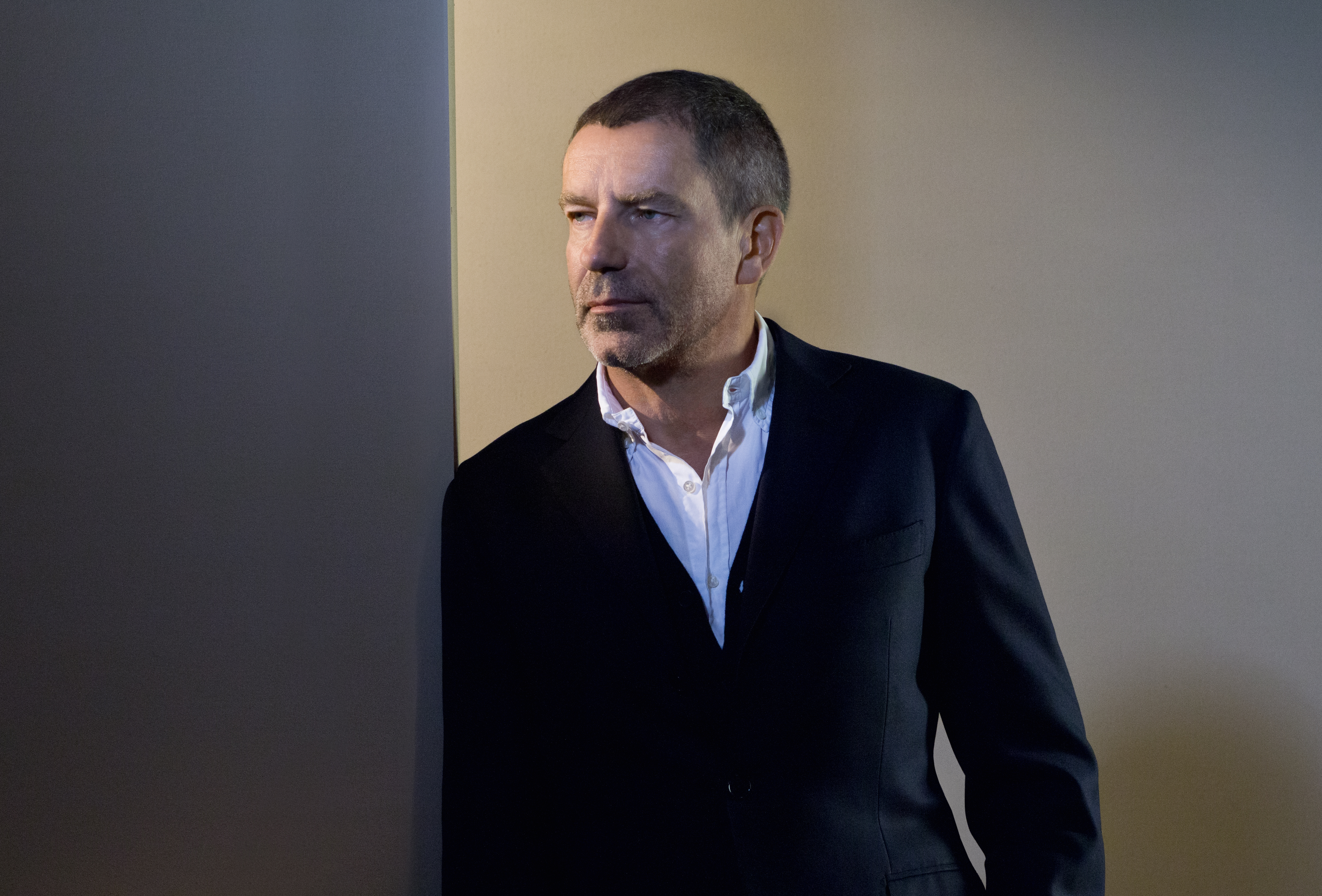
토마스 마이어

토마스 마이어(독일어: Tomas Maier, 1957년 4월 ~)는 독일 출생의 디자이너로 현재 케어링 그룹의 럭셔리 부문에 속해있는 이탈리아 럭셔리 라이프스타일 브랜드인 보테가 베네타의 크리에이티브 디렉터를 맡고 있다. 토마스 마이어는 2001년 6월 크리에이티브 디렉터로 보테가 베네타에 합류하였다. 취임 이래로 토마스 마이어는 보테가 베네타를 세계 최고의 럭셔리 브랜드 하우스로 성장시켰다. 동시에, 그는 신중하게 그 중요성이 점차 커져가는 품질, 장인정신, 개성이라는 덕목들을 최우선으로 강조하면서 럭셔리 제품 사업을 탈바꿈시켰다.

## 생애
토마스 마이어는 1957년 4월 독일 블랙 포레스트 가장자리에 위치한 포르츠하임에서 출생했다. 건축가 집안에서 태어난 그는 어린 시절 발도르프 학교를 다녔다. 이후 그는 파리로 건너가 샹브르 신디칼 드 라 오뜨 꾸뛰르의 교육을 받았다. 그는 기라로쉬, 소니아 리키엘 등 최고의 명성을 자랑하는 프랑스, 이탈리아, 독일 패션 및 럭셔리 브랜드의 디자이너로 활동하였다. 특히 소니아 리켈의 경우 8년 동안 남성복 디자인을 담당하였고, 레빌론에서는 크리에이티브 디자이너로 4년간 활동하였다. 에르메스에서는 9년 동안 여성 기성복 디자인 및 가죽 소품과 액세서리 디자인을 담당하였다. 1999년, 그는 모든 계약 활동들을 접고 플로리다로 건너갔다.

## 보테가 베네타
2001년 6월, 토마스 마이어는 톰 포드에 의해 보테가 베네타의 크리에이티브 디렉터로 임명되었다. 그 당시 보테가 베네타는 구찌 그룹으로 알려져 있던 케링 그룹에 인수되어 케링의 럭셔리 부문에 통합되었다.
토마스 마이어는 일에 대한 뛰어난 집중력과 독립적인 사고, 그리고 강한 열정을 지녔으며, 보테가 베네타에 합류한 이래 그는 광범위 하면서도 신중하게 브랜드의 확장을 진두지휘 하였다. 그는 보테가 베네타에 합류한지 몇 개월 지나지 않은 2001년 9월 주로 액세서리로 구성된 첫 컬렉션을 선보였다. 그는 보다 더 광범위한 미션에 착수하기 전, 그가 보테가 베네타를 지탱하는 네 가지 주춧돌로 꼽는 “최상의 품질, 소재, 뛰어난 장인정신, 현대적인 기능성 및 유행을 타지 않는 디자인”을 근간으로 하는 브랜드의 핵심 가치들을 정립하였다. 토마스 마이어는 그의 첫 컬렉션에서 이 핵심 가치들을 각기 잘 표현한 까바백을 선보였으며, 이 백은 보테가 베네타의 베스트 셀러가 되었다. 토마스 마이어는 또한 보테가 베네타가 “When your own initials are enough 당신의 이니셜만으로 충분할 때”라는 유명한 슬로건에 담겨 있는, 브랜드의 로고 없는 전통으로 돌아갈 것을 선언하였다.
이 같은 로드맵 원칙들을 바탕으로, 토마스 마이어는 보테가 베네타를 오늘날의 럭셔리 라이프 스타일 브랜드로 성장시켰다. 첫 2년 안에 보테가 베네타는 런던, 파리, 밀라노, 뉴욕에 플래그십 스토어를 오픈하였고, 시즌 컬렉션에서는 여성 및 남성 기성복을 일부 선보였다. 그는 2005년 2월에 브랜드 최초의 여성 기성복 패션쇼를 개최하였으며, 2006년 6월에는 최초의 남성 기성복 패션쇼를 개최하였다. 오늘날 보테가 베네타는 토탈 남녀 기성복 컬렉션뿐 아니라, 액세서리, 파인 쥬얼리, 가구, 의자 및 소파, 테이블탑, 데스크탑, 러기지, 도자기, 아이웨어, 향수 및 시계까지 다양한 제품을 생산하고 있다. 또한 브랜드의 근간인 전통을 계승하기 위해, 보테가 베네타는 2006년 이탈리아 비첸차에 라 스쿠올라 델라 펠레테리아라는 독특한 장인양성 전문 스쿨을 설립하였다. 또한 보테가 베네타의 스타일을 맘껏 즐기고 싶어하는 이들을 위해 로마, 피렌체의 세인트 레지스 호텔(St. Regis Hotels)과 시카고 파크 하얏트 호텔에 몇 안 되는 매우 독특한 보테가 베네타 스위트룸을 오픈하였다.

## 토마스 마이어 라벨
토마스 마이어는 1997년 자신의 이름을 딴 라벨을 출시하였고, 1998년 온라인 부티크를 런칭하였다. 그 이후, 플로리다와 햄튼에 자신의 이름을 딴 세 개의 스토어를 오픈 하였다. 토마스 마이어 컬렉션은 전 세계 30개국 이상의 100개 이상 매장에서 판매하고 있다.